# Teknikåret 2014

## Händelser
- 7 januari – CES i Las Vegas invigs.[1]
- 7 april – Datorbuggen Heartbleed – som drabbade det öppna källkodskrypteringsbiblioteket OpenSSL, använt av cirka en halv miljon webbservrar[2] – offentliggörs[3][4]